# 時分ノ花
『時分ノ花』（じぶんノはな）は、ナイトメアの6枚目のシングル。

## 概要
2005年4月1日発売。全2タイプ同時発売、Aタイプ・Bタイプ各DVD付。
全ての作詞作曲を咲人が手掛けた。タイトルは世阿弥が能の理論書として記した著書『風姿花伝』で提唱している言葉によるもので、『CDでーた』2005年3月号（角川書店刊）のインタビューでは、作詞を手掛けた咲人曰く「外見だけでなく中身をレベルアップさせていきたい」という気持ちから歌詞が書かれたという。また、楽曲自体も「アルバム『リヴィド』と同じことはやりたくなかったので、楽器の演奏や取り入れ方にも拘った」とコメントしている。
「時分の花」「まことの花」という二つの単語は、どちらも能で使われるものであり、時分の花というのは、若いうちに誰もが備わっている美しさ、まことの花というのは、それを求めて精進したものだけが手に入れられる、内から滲み出る美しさのことである。
本作の発売直前にはライブツアー『ナイトメア 2005 ライブツアー "誤連乃夜叉 -at the sacrifice of all…-"』が行われた。

## 収録曲
CD（A・Bタイプ共通）
1. 時分ノ花（作詞・作曲：咲人 編曲：ナイトメア）
  - NHK BS2『週刊なびTV』エンディングテーマ
2. 惰性ブギー（作詞・作曲: 咲人）

DVD
- 「時分ノ花」Video Clip（Aタイプ）
- 「惰性ブギー」Video Clip（Bタイプ）